# Philippe de Marbais (magistrat)
Philippe Adrien François de Marbais, chevalier seigneur de Brumagne, de Lives, de Mauroy et de Smerpont, (né le 9 février 1678 à Namur et mort le 8 août 1744 à Mons) est un juriste et administrateur des Pays-Bas méridionaux.

## Biographie
D'une ancienne famille noble du comté de Namur, Philippe de Marbais est le fils de Philippe de Marbais, capitaine au service du roi d'Espagne, et d'Ermelinde de Salmier, dame de Brumagne et de Lives. Il est le parent de Philippe de Marbais.
Après ses études de droit, il entre dans la magistrature, étant nommé conseiller ordinaire et procureur général près du Conseil de Namur par lettres patentes en date du 29 mars 1706, en remplacement d'Alexandre de Burleu. Malgré le soutien des nobles de la province, la présidence du Conseil de Namur lui échappe en 1717, le choix de l'empereur Charles VI se portant sur Joseph Lambillon. 
Deux ans après cet échec, avec l'appui du marquis de Prié, Marbais est nommé président du Conseil souverain de Hainaut. Il conserve ses fonctions jusqu'à son décès, en 1744. Il est inhumé en la collégiale Sainte-Waudru de Mons.
Il avait épousé Anne Albertine Josèphe Ignace de Corswarem, comtesse de Niel, fille de Jean-Théodore de Corswarem-Looz, comte de Niel, colonel de cavalerie, et de Marie Françoise Coloma (en), comtesse de Bornhem (petite-fille de Pierre Coloma, vicomte de Dourlens (en)). Ils eurent un fils, Bernard François de Marbais, comte de Bornhem et de Niel, vicomte de Dourlens, de Mauroy et de Smerpont, membre de l'État noble du comté de Namur.